# هارباجان سینگ
هارباجان سینگ (انگلیسی: Harbhajan Singh؛ زادهٔ ۳ ژوئیهٔ ۱۹۸۰) سیاست‌مدار، بازیگر سینما، چهره تلویزیونی و بازیکن سابق کریکت اهل هند است. وی نماینده پارلمان در راجیه سبها بوده‌است. 